# Krasnosilske, Kirovske
Krasnosilske (în ucraineană Красносільське) este un sat în comuna Iarke Pole din raionul Kirovske, Republica Autonomă Crimeea, Ucraina.

## Demografie
Componența lingvistică a localității Krasnosilske
     Rusă (37,28%)
     Tătară crimeeană (36,74%)
     Ucraineană (3,23%)
     Alte limbi (0,36%)
Conform recensământului din 2001, nu exista o limbă vorbită de majoritatea populației, aceasta fiind compusă din vorbitori de rusă (37,28%), tătară crimeeană (36,74%) și ucraineană (3,23%).